# Българско училище „Христо Ботев“ (Аугсбург)
Българското училище „Христо Ботев“ (на немски: Bulgarische Schule „Hristo Botev“) е училище на българската общност в град Аугсбург.

## История
През 2014 г. се заражда идеята за създаване на българско училище в Аугсбург. Учредено е на 21 февруари 2015 г. През учебната 2014/2015 година се обучават деца в предучилищна група и сборен клас на ученици от 4-ти до 9-ти клас. Обучението се провежда съгласно адаптираните учебни програми на МОН на България. Училището открива три извънкласни форми на обучение – „Фолклорна работилница“, „Театрална група“ и „Български народни танци“. През март 2016 г. училището е вписано в списъка на българските неделни училища в чужбина и започва да функционира като българско неделно училище.